# Botumirim
Botumirim là một đô thị thuộc bang Minas Gerais, Brasil. Đô thị này có diện tích 1571,797 km², dân số năm 2007 là 6435 người, mật độ 4,2 người/km².